# ارسکاینویل، نیو ساوت ولز
ارسکاینویل (به انگلیسی: Erskineville) یک حومه شهر در استرالیا است که در نیو ساوت ولز واقع شده‌است.